# Juanulloa globifera
Juanulloa globifera är en potatisväxtart som först beskrevs av Sandra Diane Knapp och D'arcy, och fick sitt nu gällande namn av Sandra Diane Knapp. Juanulloa globifera ingår i släktet Juanulloa och familjen potatisväxter. Inga underarter finns listade i Catalogue of Life.